# Selección de voleibol de Bélgica
La Selección de voleibol de Bélgica es el equipo masculino representativo de voleibol de Bélgica en las competiciones internacionales organizadas por la Confederación Europea de Voleibol (CEV), la Federación Internacional de Voleibol (FIVB) o el Comité Olímpico Internacional (COI). La organización de la selección está a cargo de la Fédération royale belge de volley-ball. 

## Historia
La selección de Bélgica ha participado en muchas ediciones del  Campeonato Mundial  y del  Campeonato Europeo entre los años 50 y 70, incluyendo las inaugurales de 1949 y 1948; también disputó los  Juegos Olímpicos de México 1968, acabando en octavo lugar.
Después de unas décadas sin participaciones en las competiciones mayores, desde 2007 ha logrado calificarse en tres de los últimos cuatro campeonatos europeos acabando en séptimo lugar la edición de 2013, derrotando hasta Italia en la liguilla.
En el mismo año gana la  Liga Europea, calificándose así por primera vez en su historia por la  Liga Mundial.

## Historial
| \| - Tokío 1964: No clasificada - México 1968: 8° - Múnich 1972: No clasificada - Montreal 1976: No clasificada \| - Moscú 1980: No clasificada - Los Ángeles 1984: No clasificada - Seúl 1988: No clasificada - Barcelona 1992: No clasificada \| - Atlanta 1996: No clasificada - Sídney 2000: No clasificada - Atenas 2004: No clasificada - Pekín 2008: No clasificada \| - Londres 2012: No clasificada - Río de Janeiro 2016: \| | | |                                                       |
| - Tokío 1964: No clasificada - México 1968: 8° - Múnich 1972: No clasificada - Montreal 1976: No clasificada | - Moscú 1980: No clasificada - Los Ángeles 1984: No clasificada - Seúl 1988: No clasificada - Barcelona 1992: No clasificada | - Atlanta 1996: No clasificada - Sídney 2000: No clasificada - Atenas 2004: No clasificada - Pekín 2008: No clasificada | - Londres 2012: No clasificada - Río de Janeiro 2016: |

| \| - 1949: 9° - 1952: No clasificada - 1956: 17° - 1960: No clasificada - 1962: No clasificada \| - 1966: 14° - 1970: 8° - 1974: 11° - 1978: 18° - 1982: No clasificada \| - 1986: No clasificada - 1990: No clasificada - 1994: No clasificada - 1998: No clasificada - 2002:No clasificada \| - 2006: No clasificada - 2010: No clasificada - 2014: 17° - 2018: \| |                                                                       | |                                                                   |
| - 1949: 9° - 1952: No clasificada - 1956: 17° - 1960: No clasificada - 1962: No clasificada | - 1966: 14° - 1970: 8° - 1974: 11° - 1978: 18° - 1982: No clasificada | - 1986: No clasificada - 1990: No clasificada - 1994: No clasificada - 1998: No clasificada - 2002:No clasificada | - 2006: No clasificada - 2010: No clasificada - 2014: 17° - 2018: |

| \| - 1990: No clasificada - 1991: No clasificada - 1992: No clasificada - 1993: No clasificada - 1994: No clasificada - 1995: No clasificada - 1996: No clasificada \| - 1997: No clasificada - 1998: No clasificada - 1999: No clasificada - 2000: No clasificada - 2001: No clasificada - 2002: No clasificada - 2003: No clasificada \| - 2004: No clasificada - 2005: No clasificada - 2006: No clasificada - 2007: No clasificada - 2008: No clasificada - 2009: No clasificada - 2010: No clasificada \| - 2011: No clasificada - 2012: No clasificada - 2013: No clasificada - 2014: 11° - 2015: 12° - 2016: 9° \| | | | |
| - 1990: No clasificada - 1991: No clasificada - 1992: No clasificada - 1993: No clasificada - 1994: No clasificada - 1995: No clasificada - 1996: No clasificada | - 1997: No clasificada - 1998: No clasificada - 1999: No clasificada - 2000: No clasificada - 2001: No clasificada - 2002: No clasificada - 2003: No clasificada | - 2004: No clasificada - 2005: No clasificada - 2006: No clasificada - 2007: No clasificada - 2008: No clasificada - 2009: No clasificada - 2010: No clasificada | - 2011: No clasificada - 2012: No clasificada - 2013: No clasificada - 2014: 11° - 2015: 12° - 2016: 9° |

| \| - 1948: 5° - 1950: No clasificada - 1951: 6° - 1955: 12° - 1958: 17° - 1963: 13° - 1967: 12° - 1971: 10° \| - 1975: 12° - 1977: No clasificada - 1979: 11° - 1981: No clasificada - 1983: No clasificada - 1985: No clasificada - 1987: 7° - 1989: No clasificada \| - 1991: No clasificada - 1993: No clasificada - 1995: No clasificada - 1997: No clasificada - 1999: No clasificada - 2001: No clasificada - 2003: No clasificada - / 2005: No clasificada \| - 2007: 10° - 2009: No clasificada - / 2011: 13° - / 2013: 7° - / 2015: 10° \| | | |                                                                             |
| - 1948: 5° - 1950: No clasificada - 1951: 6° - 1955: 12° - 1958: 17° - 1963: 13° - 1967: 12° - 1971: 10° | - 1975: 12° - 1977: No clasificada - 1979: 11° - 1981: No clasificada - 1983: No clasificada - 1985: No clasificada - 1987: 7° - 1989: No clasificada | - 1991: No clasificada - 1993: No clasificada - 1995: No clasificada - 1997: No clasificada - 1999: No clasificada - 2001: No clasificada - 2003: No clasificada - / 2005: No clasificada | - 2007: 10° - 2009: No clasificada - / 2011: 13° - / 2013: 7° - / 2015: 10° |

| Copa Mundial          |
| --------------------- |
| - Sin participaciones |

### Otras competiciones
| Liga Europea |
| --- |
| - 2004: No clasificada - 2005: No clasificada - 2006: No clasificada - 2007: 12º - 2008: No clasificada - 2009: 5° - 2010: No clasificada - 2011: 6° - 2012: No clasificada - 2013: Campeona - 2014: No participa |

## Equipo Campeonato Mundial 2018
(jugadores no selecionados: Jolan Cox, Gert van Walle en Arno Van de Velde)

| Número | Nombre             | Posición | Número de selecciones | Altura | Fecha de nacomiento |
| ------ | ------------------ | -------- | --------------------- | ------ | ------------------- |
| 1      | Bram Van den Dries | Opuesto  | 111                   | 208 cm | 14/08/1989          |
| 2      | Hendrik Tuerlinckx | Opuesto  | 91                    | 195 cm | 01/12/1987          |
| 3      | Sam Deroo          | Punto    | 110                   | 203 cm | 29/05/1992          |
| 4      | Stijn D'Hulst      | Armador  | 65                    | 187 cm | 24/05/1991          |
| 5      | Igor Grobelny      | Punto    | 0                     | 194 cm | 08/06/1993          |
| 6      | Lowie Stuer        | Libero   | 25                    | 194 cm | 14/12/1995          |
| 7      | François Lecat     | Punto    | 53                    | 200 cm | 19/04/1993          |
| 8      | Kevin Klinkenberg  | Punto    | 128                   | 197 cm | 04/10/1990          |
| 9      | Pieter Verhees     | Central  | 138                   | 205 cm | 08/11/1989          |
| 10     | Simon Vandevoorde  | Central  | 116                   | 208 cm | 19/01/1990          |
| 11     | Jolan Cox          | Opuesto  | 29                    | 194 cm | 12/07/1991          |
| 12     | Gert van Walle     | Opuesto  | 154                   | 197 cm | 07/08/1987          |
| 14     | Jelle Ribbens      | Libero   | 50                    | 185 cm | 17/03/1992          |
| 16     | Matthias Valkiers  | Armador  | 112                   | 194 cm | 08/04/1990          |
| 17     | Tomas Rousseaux    | Punto    | 44                    | 199 cm | 31/03/1994          |
| 20     | Arno Van de Velde  | Central  | 43                    | 210 cm | 30/12/1995          |
| 22     | Pieter Coolman     | Central  | 75                    | 198 cm | 24/04/1989          |

Hoofdcoach: Andrea Anastasi
Assistent coach: Brecht Van Kerckhove
Assistent coach: Karol Redzioch